# L’Hebdomadaire du Burkina
L’Hebdomadaire du Burkina („Die Wöchentliche von Burkina [Faso]“), meist kurz l’Hebdo genannt, ist eine private Wochenzeitung aus Burkina Faso. Sie erscheint seit 1999 jeweils freitags in Ouagadougou.
Inhaltlich kommentiert l’Hebdo das politische Geschehen in Westafrika, das Schwergewicht der Berichterstattung liegt aber bei der burkinischen Politik und Nachrichten aus dem Alltag Burkina Fasos.